# Стэнфорд Стэдиум
«Стэнфорд Стэдиум» (англ. Stanford Stadium) — открытый атлетический стадион в Станфорде, штат Калифорния, на территории кампуса Стэнфордского университета. Он является домашней ареной футбольной команды «Стэнфорд Кардинал», а также площадкой для физкультурных занятий университета. Первоначально был открыт 95 лет назад, в 1921 году в качестве футбольного и атлетического стадиона. Его оригинальная вместимость была 60,000, которая достигла отметки 89 000 в 1927. Сразу же после сезона 2005 года стадион был снесен и восстановлен. В настоящее время стадион вмещает 50 424 зрителей.

## История
«Стэнфорд Стэдиум» был построен за пять месяцев и открыл свои двери 19 ноября 1921 года, заменив «Стэнфорд Филд». Первая игра была против «Калифорнии», в который победил «Стэнфорд» со счётом 42:7. Вместимость изначально была 60 000, с 66 рядами U-образной структуры, уступая только «Йель-Боулу» в размере в то время. В 1925 году 10 200 мест были добавлены к стадиону, почти ограждающий «подкову», в то же время сохраняя общую высоту объекта без изменений. В 1927 году были добавлены 14 дополнительных ряда сидений, увеличив стадион к максимальной вместимости 85 500, с 80 рядами сидений.
В 1935 году на стадионе был установлен рекорд посещаемости в одном матче — 94 тысячи зрителей посетило победный матч «Стэнфорда» против «Калифорнии» (13:0).
В 1962 году на стадионе прошёл Матч СССР — США по лёгкой атлетике. На стадионе соревнования, получившие неформальную характеристику «величайшей легкоатлетической встречи всех времён», смотрело рекордное количество зрителей — 153 тысячи. Не считая двух летних олимпиад, проходивших в столицах штатов, — Олимпиады-1984 в Лос-Анджелесе и Олимпиады-1996 в Атланте, — этот рекорд посещаемости легкоатлетического спортивного события в США для провинциального города не побит до сих пор.

### НФЛ
В январе 1985 года на «Стэнфорд Стэдиум» прошёл Супербоул XIX, в котором «Сан-Франциско Форти Найнерс» выиграл «Майами Долфинс» со счётом 38:16. «Стэнфорд Стэдиум» является одним из двух (другой — «Роуз Боул») стадионов, принимавших финал Супербоула, при этом не имея своей команды в НФЛ или АФЛ. Также этот Супербоул стал единственным, в котором обладатель кубка представлял тот же штат, что и место проведения.
22 октября 1989 года стадион был домашней площадкой для «Сан-Франциско Форти Найнерс» в матче против «Нью-Ингленд Пэтриотс», потому что основной домашний стадион калифорнийской команды, «Кэндлстик-парк», пострадал в результате землетрясение Лома-Приета.

### Футбол
На «Стэнфорд Стэдиум» проходили международные футбольные матчи летних Олимпийских игр 1984 года (стадион был одним из трёх мест за пределами южной Калифорнии для этой Олимпиады), чемпионата мира по футболу 1994 года и чемпионата мира по футболу 1999 года среди женщин. Именно на этом стадионе 28 июня 1994 года россиянин Олег Саленко забил пять мячей в ворота сборной Камеруна, установив рекорд чемпионатов мира.

#### Летние Олимпийские игры 1984
| Дата           | Время | Команда #1        | Результат       | Команда #2 | Раунд          | Посещаемость |
| -------------- | ----- | ----------------- | --------------- | ---------- | -------------- | ------------ |
| 29 июля 1984   | 19:30 | США               | 3:0             | Коста-Рика | Группа D       | 78 000       |
| 30 июля 1984   | 19:30 | ФРГ               | 2:0             | Марокко    | Группа C       | 23 228       |
| 31 июля 1984   | 19:00 | Египет            | 4:1             | Коста-Рика | Группа D       | 20 645       |
| 1 августа 1984 | 19:00 | Бразилия          | 1:0             | ФРГ        | Группа C       | 75 239       |
| 2 августа 1984 | 19:30 | Египет            | 1:1             | США        | Группа D       | 54 973       |
| 3 августа 1984 | 19:30 | Саудовская Аравия | 2:0             | ФРГ        | Группа C       | 26 242       |
| 5 августа 1984 | 15:00 | Италия            | 1:0 (д.в.)      | Чили       | Четвертьфиналы | 67 349       |
| 6 августа 1984 | 17:00 | Бразилия          | 1:1 (4:2, пен.) | Канада     | Четвертьфиналы | 36 150       |
| 8 августа 1984 | 20:30 | Италия            | 1:2 (д.в.)      | Бразилия   | Полуфиналы     | 83 642       |

#### ЧМ 1994
| Дата         | Время | Команда #1 | Результат         | Команда #2 | Раунд          | Посещаемость |
| ------------ | ----- | ---------- | ----------------- | ---------- | -------------- | ------------ |
| 20 июня 1994 | 13:00 | Бразилия   | 2:0               | Россия     | Группа B       | 81 061       |
| 24 июня 1994 | 13:00 | Бразилия   | 3:0               | Камерун    | Группа B       | 83 401       |
| 26 июня 1994 | 13:00 | Швейцария  | 0:2               | Колумбия   | Группа A       | 83 401       |
| 28 июня 1994 | 13:00 | Россия     | 6:1               | Камерун    | Группа B       | 74 914       |
| 4 июля 1994  | 12:30 | Бразилия   | 1:0               | США        | 1/8 финала     | 84 147       |
| 10 июля 1994 | 12:30 | Румыния    | 2:2 (4:5 по пен.) | Швеция     | Четвертьфиналы | 83 500       |

#### ЧМ 1999
| Дата        | Время | Команда #1 | Результат | Команда #2 | Раунд      | Посещаемость |
| ----------- | ----- | ---------- | --------- | ---------- | ---------- | ------------ |
| 4 июля 1999 | 13:30 | США        | 2:0       | Бразилия   | Полуфиналы | 73 123       |